# Florian Gallenberger
Florian Gallenberger född 1972 i München i Tyskland, Oscarsvinnare 2001,(bästa kortfilm) är en tysk filmregissör och manusförfattare.

## Karriär
- 2000 Quiero ser (Poetisk skildring av två gatupojkars liv i Mexico City) prisbelönt kortfilm
- 2004 Shadows of Time
- 2009 – John Rabe (se även John Rabe)
- 2015 – Colonia